# Никифоровское (Зубцовский район)
Ники́форовское — деревня в Зубцовском районе Тверской области. Входит в состав Столипинского сельского поселения.

## География
Расположена в 16 километрах к востоку от районного центра Зубцов, на правом берегу Волги (в 1,5-2 км от реки), между реками Дёржа и Шутинка.

## История
В 1822 году в селе была построена каменная Троицкая церковь с 3 престолами, метрические книги с 1800 года.
По данным 1859 года казённое село Никифоровское Зубцовского уезда, 492 жителя при 49 дворах, имеет православную церковь, пристань, проводятся 2 ярмарки. Через село проходил торговый тракт Зубцов — Волоколамск и далее на Москву. Во второй половине XIX — начале XX века село Никифоровское было центром прихода Столыпинской волости Зубцовского уезда Тверской губернии. В 1888 году в селе 95 дворов, 517 жителей, земская школа, 2 постоялых двора, 3 мелочных лавки, 1 чайная, 2 кузницы. В 1914 году прихожан Троицкой церкви в селе и 21 деревне прихода — 4804 человек. В это время в селе волостное правление Столыпинской волости, почтово-телеграфное отделение, школа. По переписи 1920 года в Никифоровском — 130 дворов, 597 жителей.
В 1919 году Никифоровское — центр одноимённого сельсовета Столыпинской волости Зубцовского уезда, в 1925 году — одноимённого сельсовета Погорельской волости Ржевского уезда. В 1930-40-е годы село центр сельсовета Зубцовского района Калининской области.
Во время Великой Отечественной войны село было оккупировано в октябре 1941 года, освобождено в январе 1942 года.
В 1970 - 1980-е годы Никифоровское значится деревней, здесь бригада колхоза «Сознательный», молочная ферма, ветеринарный пункт, магазин.
В 1997 году — 45 хозяйств, 133 жителя.

## Население
| 1859 | 1897 | 2002 | 2010 |
| ---- | ---- | ---- | ---- |
| 492  | ↗590 | ↘159 | ↘146 |

## Интересные факты
В Никифоровском жил и работал известный писатель  Вячеслав Пьецух  (1946 - 2019).

«В 1812 году небольшие французские отряды были разбиты на подступах к Зубцову ополченцами. Об этих событиях напоминает название оврага „французский“ около села Никифоровское. Некоторые волости уезда были заняты неприятельскими войсками»— Б.И. Петропавловский. Зубцов и Зубцовский район (Краткий исторический очерк)
.